# Leopardus geoffroyi
Il gatto di Geoffroy (Leopardus geoffroyi d'Orbigny e Gervais, 1844) è un felino selvatico originario delle regioni meridionali e centrali del Sudamerica. Ha all'incirca le stesse dimensioni di un gatto domestico. Sebbene sia relativamente comune in molte aree, viene classificato dalla IUCN tra le specie prossime alla minaccia in seguito alle modifiche apportate dall'uomo all'ambiente in cui vive.
Tra gli anni '60 e gli anni '80 il Sudamerica esportava un gran numero di pelli di questo animale in tutto il mondo, ma anche dopo il 1988, seppur su scala minore, la vendita continuò, tanto che nel 1992 la specie venne inserita nell'Appendice I della CITES (Nowell e Jackson, 1996). Ciò significa che il commercio internazionale è vietato, tranne che per scopi non di lucro.

## Tassonomia
Il gatto di Geoffroy deve il nome al naturalista francese del XIX secolo Étienne Geoffroy Saint-Hilaire (1772–1844), professore di zoologia all'Università di Parigi; ne sono state identificate cinque sottospecie in base alla distribuzione geografica:
- L. g. geoffroyi d'Orbigny e Gervais, 1844 (Argentina centrale);
- L. g. euxanthus Pocock, 1940 (Argentina settentrionale e Bolivia occidentale);
- L. g. leucobaptus Pocock, 1940 (Patagonia);
- L. g. paraguae Pocock, 1940 (Paraguay, Brasile sud-orientale, Uruguay, Argentina settentrionale);
- L. g. salinarum Thomas, 1903 (Argentina nord-occidentale e centrale).

Gli studi genetici hanno dimostrato che il gatto di Geoffroy è parente molto stretto del kodkod. In passato veniva posto nel genere separato Oncifelis, assieme al kodkod e al gatto delle pampas, ma ora viene classificato generalmente in Leopardus, un genere piuttosto ricco di specie comprendente vari piccoli felini sudamericani, tra i quali l'ocelot.

## Descrizione
Il gatto di Geoffroy ha all'incirca le stesse dimensioni di un gatto domestico: misura circa 60 cm di lunghezza e ha una coda relativamente breve, di circa 31 cm. Pesa solamente 2–5 kg, ma sono stati registrati anche esemplari che raggiungevano i 7,8 kg. In generale, gli esemplari presenti nelle regioni meridionali dell'areale sono più grandi di quelli diffusi più a nord, e i maschi sono più grandi delle femmine.
La pelliccia presenta numerose macchie nere, ma il colore di fondo varia da regione a regione: nel nord sono più comuni gli individui dal manto giallo-brunastro; più a sud, sono predominanti i manti grigiastri. Come nella maggior parte dei felini, la pelliccia della regione ventrale è più chiara, essendo color crema o perfino bianca. Sono presenti bande scure su coda e zampe, e disegni simili sulle guance e lungo la sommità di testa e collo. Il dorso delle orecchie è nero, con una macchia bianca. Esemplari melanici sono comuni sia in natura che in cattività.
I gatti di Geoffroy sono stati visti reggersi in piedi sulle zampe posteriori per osservare i dintorni, utilizzando la coda come un supporto, comportamento insolito tra i felini. Una simile postura è stata osservata nelle donnole, nei suricati e nei cani della prateria, ma generalmente non in altri felini.

## Distribuzione e habitat
Il gatto di Geoffroy vive sulle Ande, nelle pampas (in regioni di foresta arbustiva) e nelle distese del Gran Chaco. Si incontra dalle regioni meridionali della Bolivia allo stretto di Magellano, dal livello del mare fino a 3300 m di quota. Predilige i boschi aperti o le macchie, ove la copertura vegetale è più fitta, ma talvolta si spinge anche nelle praterie e nei terreni paludosi. Sebbene sia in grado di arrampicarsi sugli alberi, lo fa solo raramente, tranne che allo scopo di depositare feci per marcare il territorio.

## Biologia

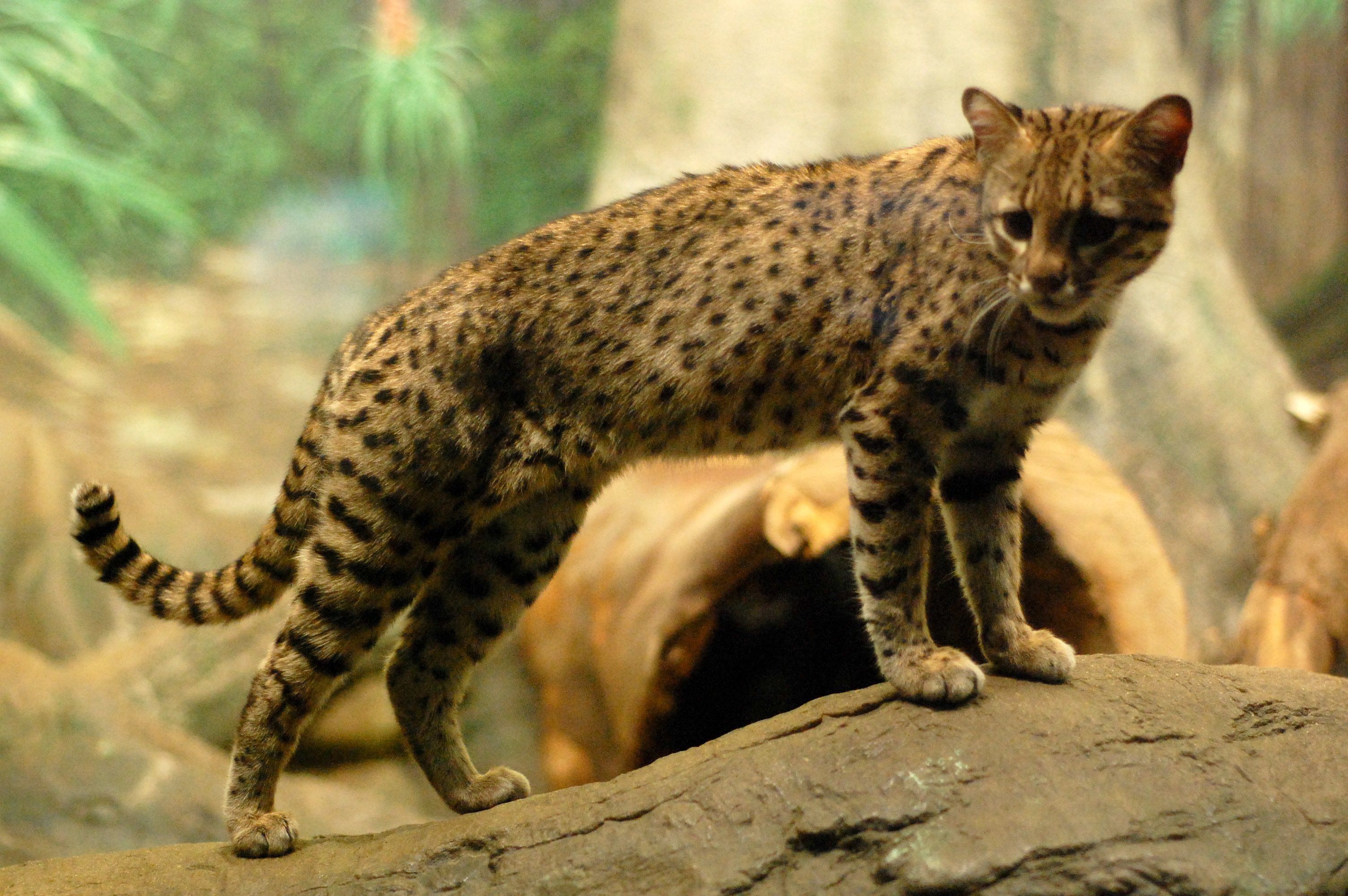
Un gatto di Geoffroy.

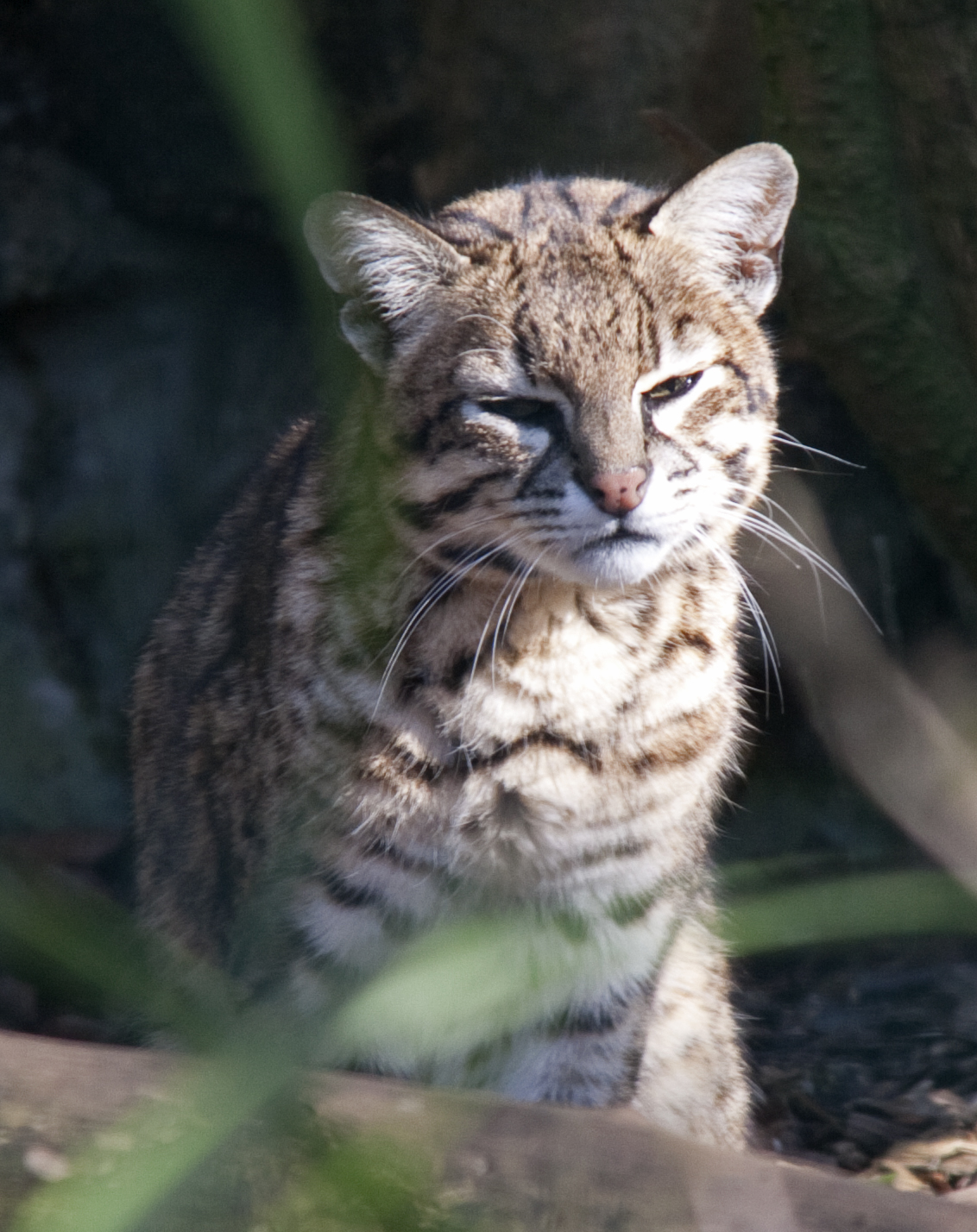
Esemplare allo Zoo di Dudley.

Il gatto di Geoffroy è un animale notturno che si nutre prevalentemente di roditori, lepri, piccole lucertole, insetti e, occasionalmente, rane e pesci; nelle zone in cui vive si trova all'apice della catena alimentare. Come altri piccoli felini, è un cacciatore solitario che entra regolarmente in contatto con altri membri della propria specie unicamente durante la stagione degli amori. Le femmine occupano territori di 2–6 km², mentre i maschi possiedono territori più estesi, che possono raggiungere i 12 km².
Nel gatto di Geoffroy la stagione degli amori va da ottobre a marzo. Durante questi mesi, la femmina va in estro per periodi che possono durare fino a dodici giorni, a distanza di circa un mese l'uno dall'altro. Gli accoppiamenti durante questo periodo sono brevi e frequenti, e spesso avvengono su sporgenze elevate o luoghi simili.
Sembra che le femmine gravide scelgano con particolare cura il luogo dove dare alla luce i propri piccoli. Le nidiate possono comprendere da uno a quattro gattini, ma quelle di uno o due piccoli sono più comuni. La gestazione dura 72–78 giorni e la maggior parte delle nascite avvengono tra dicembre e maggio.
I piccoli, che alla nascita pesano 65-95 g, sono ciechi e inermi, e si sviluppano più lentamente di quelli del gatto domestico. Aprono gli occhi dopo otto-diciannove giorni e iniziano ad assumere cibo solido a sei o sette settimane. Divengono indipendenti dalla madre a circa otto mesi, ma generalmente non raggiungono la maturità sessuale fino a 18 mesi se sono femmine e 24 mesi se maschi. In cattività alcuni gatti di Geoffroy sono vissuti fino a 14 anni.
Recentemente, il gatto di Geoffroy è stato fatto incrociare con successo con il gatto domestico, dando vita a un particolare ibrido, denominato gatto safari.

## Conservazione
Sebbene sia ritenuto ancora piuttosto numeroso nelle regioni centrali dell'areale, compresa la Bolivia, dove è il secondo felino più comune dopo l'ocelot, il gatto di Geoffroy è considerato in pericolo in altre zone, come il Cile meridionale. La IUCN attualmente inserisce la specie tra quelle prossime alla minaccia a causa degli sconvolgimenti ambientali che avvengono nel suo areale. Tra gli anni '60 e gli anni '80 il gatto di Geoffroy veniva cacciato intensamente per la sua pelliccia. Alla fine degli anni '80, tuttavia, la caccia e il commercio delle pelli sono state vietate dalla legge in Argentina, Bolivia, Brasile, Cile, Paraguay e Uruguay.
L'habitat boschivo si sta rapidamente perdendo nel raggio di azione di questo gatto a causa della deforestazione. Studi recenti in Argentina, tuttavia, indicano che questa specie può utilizzare le aree aperte risultanti.